# Eurycheilichthys limulus
Eurycheilichthys limulus är en fiskart som beskrevs av Roberto Esser dos Reis och Schaefer, 1998. Eurycheilichthys limulus ingår i släktet Eurycheilichthys och familjen Loricariidae. IUCN kategoriserar arten globalt som livskraftig. Inga underarter finns listade i Catalogue of Life.